# 東檜尾川
東檜尾川（ひがしひおがわ）は、大阪府高槻市を流れる川。檜尾川の支流であり、淀川の2次支流。一級河川の起点は山の神川合流点。新字体で東桧尾川とも表記される。

## 流域
高槻市北東部に位置する成合、川久保地区の山中から流れ出る支流（稲葉谷・地獄谷・山の神川など）を合わせ、大字成合の彫刻の里・岩滝寺前、新名神高速道路の高架下、成合北の町の春日神社の東を通り、成合中の町最南端に位置する落合で西方面から流れる檜尾川（西檜尾川とも言う）左岸に注ぐ。新名神高速道路及びそれに関連する工事のため、平成後期に護岸工事が実施された。

## ライブカメラ
大阪府河川室が配信、管理するライブカメラが東檜尾川上流の成合北の町に設置されている。

## 流域の自治体
大阪府高槻市のみ。（水源の一部に島本町を含む。）